# Seleção Costarriquenha de Futebol
A Seleção Costarriquenha de Futebol representa a Costa Rica nas competições de futebol da CONCACAF e FIFA.
Costa Rica é a terceira equipe mais bem sucedida da CONCACAF depois do México e dos Estados Unidos. Eles são, claramente, a equipe mais bem sucedida da América Central, tendo se classificado para três Copas do Mundo, atingindo as oitavas de final em sua estreia na Copa na Itália em 1990 e impondo uma exibição sólida em 2002, onde foram colocados no mesmo grupo dos eventuais campeão Brasil e terceiro colocados Turquia. Em 2006, Los Ticos se classificaram por gols  ganhando muito terminando em 31º (penúltima colocada) de 32 equipes. Na Copa do Mundo de 2014, a seleção conseguiu obter sua melhor participação na história dos mundiais, ficando entre as 8 melhores equipes do campeonato e classificando-se como primeiro colocado no grupo considerado da Morte, incluindo três campeões mundiais: Uruguai, Inglaterra e Itália. A Costa Rica já foi campeã da CONCACAF três vezes (1963, 1969, 1989) e levou a Copa das Nações UNCAF oito vezes.

## História
A Costa Rica tem uma cultura no futebol de longa data e tradição.
A equipe nacional fez sua estreia nos Jogos do Centenário da Independência na Cidade da Guatemala em setembro de 1921, vencendo seu primeiro jogo por 7-0 contra El Salvador. No final, a Costa Rica derrotou a Guatemala por 6-0 para reclamar o troféu.

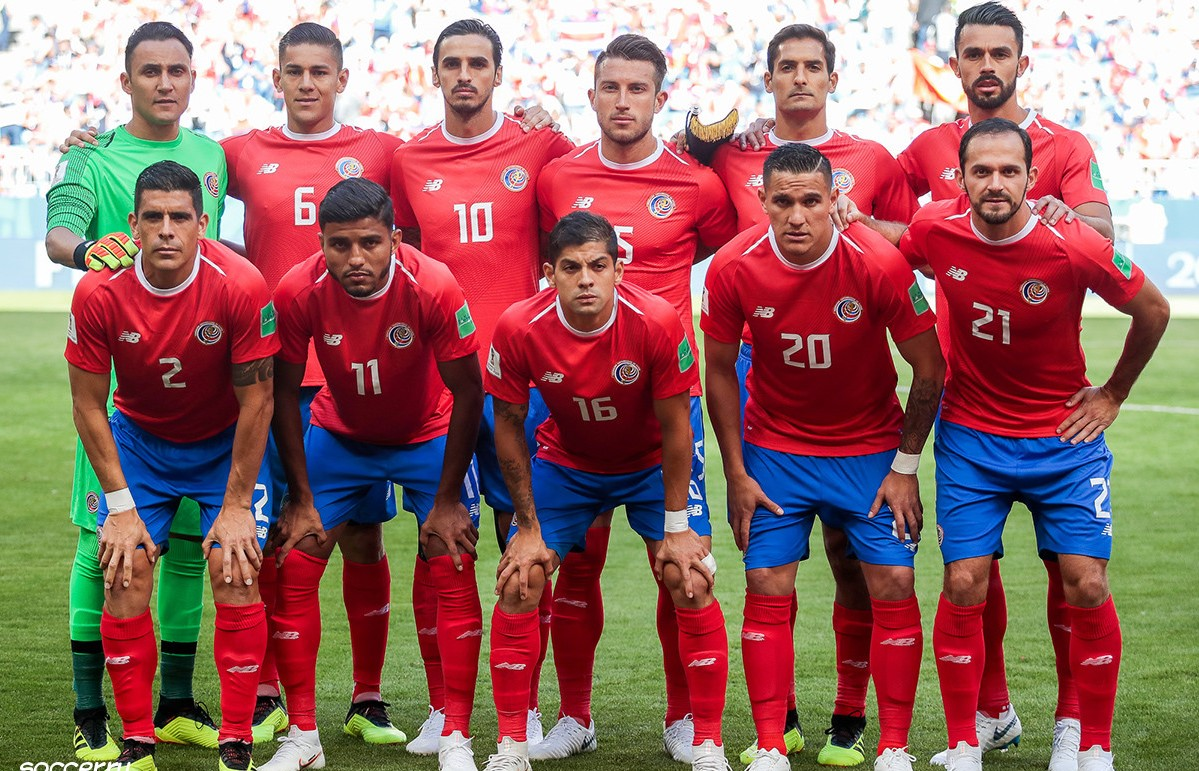
Equipe costarriquenha na Copa do Mundo FIFA de 2018.

A equipe de futebol da Costa Rica tem sido caracterizada sobretudo pela sua regularidade ao longo dos anos. Bem lembrada é a seleção formada em 1940 que recebeu o apelido de The Gold Shorties (Os Baixinhos de Ouro, em inglês). Durante os anos 1950, 1960 e a maioria dos anos 1970, a equipe da Costa Rica passou despercebida, sem Copas do Mundo.
Ao longo dos anos 1950 e 1960, e era a segunda mais forte equipe na zona da CONCACAF atrás do México, terminando como vice-campeã nas eliminatórias para as Copas de 1958, 1962 e 1966. As estrelas deste período foram Ruben Jimenez, Errol Daniels, Leonel Hernandez e Edgar Marin. Atualmente o seu artilheiro é Rolando Fonseca com 47 gols.
No entanto, no final dos anos 1960 a sua sorte cairia e outras equipes da região como Guatemala, Honduras, El Salvador, Haiti, Trinidad e Tobago e Canadá viriam à tona. Embora a maioria desses participantes tiveram curtas presenças em Copas do Mundo. A Costa Rica não conseguiu chegar à rodada final das eliminatórias da CONCACAF para Copas do Mundo até 1986.

### Anos 1980 e começo dos anos 1990
Pode-se mencionar a participação da seleção da Costa Rica nos Jogos Olímpicos de Los Angeles em 1984.

### Classificando-se para a Copa da Itália em 1990
Artigo principal: Copa do Mundo FIFA de 1990
Depois de uma grande campanha no Campeonato CONCACAF em 1989, a Costa Rica recebe o seu primeiro passaporte para a fase final de uma Copa do Mundo, onde teve um papel enorme no ranking da segunda rodada após vencer a Escócia e a Suécia na primeira rodada.
Empataram com o Panamá, avançando para a fase de grupos, no primeiro jogo no Estádio Alejandro Morera Soto, em Alajuela, onde a Costa Rica sofreu contra os panamenhos e acabou com o empate em casa. No segundo jogo, no Estádio Revolution (agora Rommel Fernández), dois gols de José Cayasso deu a vitória para a Costa Rica por 2-0 e o avanço para a fase de grupos. A Costa Rica começou a fase de grupos com uma derrota para a Guatemala por 1-0, em seguida, bateu os EUA em San José por 1-0, sendo os dois gols de Gilberto Rodden, em seguida, derrotam Trinidad e Tobago pelo mesmo placar em San José, com um gol de Enrique Diaz. Em seguida, a Costa Rica perdeu para os EUA por 1-0 em St. Louis, Missouri, venceu a Guatemala em San Jose por 1-0, sendo o gol de Evaristo Coronado, empatou com Trinidad e Tobago em 1-1, venceu El Salvador em Cuzcatlán por 4-2, com gols de Carlos Mario Hidalgo, Enrique Diaz e José Flores Leony Jaikel. Finalmente, no último jogo das eliminatórias, a Costa Rica venceu El Salvador em San José por 1-0, com o gol de Pastor Fernández. A Costa Rica terminou em primeiro no pentagonal com os Estados Unidos com 11 pontos em 8 jogos. O México foi desclassificado desta eliminatória por adultério na idade dos jogadores jovens.
| Classificação     | J | V | E | D | GF | GC | SG | Pts |
| ----------------- | - | - | - | - | -- | -- | -- | --- |
| Costa Rica        | 8 | 5 | 1 | 2 | 10 | 6  | +4 | 11  |
| Estados Unidos    | 8 | 4 | 3 | 1 | 6  | 3  | +3 | 11  |
| Trinidad e Tobago | 8 | 3 | 3 | 2 | 7  | 5  | +2 | 9   |
| Guatemala         | 6 | 1 | 1 | 4 | 4  | 7  | −3 | 3   |
| El Salvador       | 6 | 0 | 2 | 4 | 2  | 8  | −6 | 2   |

| Gabelo Conejo Chavarría Flores (C) Montero Chávez Cayasso Marchena González Ramírez Gómez Jara |

## Uniformes

### Uniformes atuais
- 1º - Camisa vermelha, calção azul e meias brancas;
- 2º - Camisa branca, calção branco e meias vermelhas.

| 1º Uniforme | 2º Uniforme |

### Uniformes dos goleiros
- Camisa verde, calção e meias verdes;
- Camisa preta, calção e meias pretas;
- Camisa azul, calção e meias azuis.

| Cores do Time · Cores do Time · Cores do Time · Cores do Time · Cores do Time | Cores do Time · Cores do Time · Cores do Time · Cores do Time · Cores do Time | Cores do Time · Cores do Time · Cores do Time · Cores do Time · Cores do Time |

### Material esportivo
| Fornecedor  | Período       |
| ----------- | ------------- |
| Desport     | 1980–1989     |
| Lotto       | 1990–1994     |
| Reebok      | 1995–1999     |
| Trooper     | 1999          |
| Atletica    | 2000–2001     |
| Joma        | 2001–2007     |
| Lotto       | 2007–2014     |
| New Balance | 2015–presente |

## Jogos históricos
| Data                   | Adversário    | Placar    | Sede                                       | Competição                    |
| ---------------------- | ------------- | --------- | ------------------------------------------ | ----------------------------- |
| 10 de junho de 1960    | Brasil        | 3–0       | Estadio Nacional de Costa Rica             | Campeonato Pan-Americano      |
| 11 de junho de 1990    | Escócia       | 1–0       | Stadio Luigi Ferraris, Gênova              | Copa do Mundo de 1990         |
| 16 de junho de 1990    | Suécia        | 2–1       | Stadio Luigi Ferraris, Gênova              | Copa do Mundo de 1990         |
| 16 de junho de 2001    | México        | 2–1       | Estádio Azteca, Cidade do México           | Eliminatórias da Copa de 2002 |
| 30 de janeiro de 2002  | Coreia do Sul | 3–1       | Rose Bowl, Pasadena, Califórnia            | Copa Ouro de 2002             |
| 4 de junho de 2002     | China         | 2–0       | Estádio Guus Hiddink, Gwangju              | Copa do Mundo de 2002         |
| 9 de junho de 2002     | Turquia       | 1–1       | Estádio Incheon Munhak, Incheon            | Copa do Mundo de 2002         |
| 2 de junho 2010        | Suíça         | 1–0       | Stade Tourbillon, Sion, Suíça              | Amistoso                      |
| 29 de março de 2011    | Argentina     | 0–0       | Estadio Nacional de Costa Rica, Costa Rica | Amistoso                      |
| 15 de novembro de 2011 | Espanha       | 2–2       | Estadio Nacional de Costa Rica, Costa Rica | Amistoso                      |
| 15 de junho de 2014    | Uruguai       | 3–1       | Arena Castelão, Fortaleza                  | Copa do Mundo de 2014         |
| 20 de junho de 2014    | Itália        | 1–0       | Arena Pernambuco, Recife                   | Copa do Mundo FIFA de 2014    |
| 24 de junho de 2014    | Inglaterra    | 0–0       | Estádio Mineirão, Belo Horizonte           | Copa do Mundo de 2014         |
| 29 de junho de 2014    | Grécia        | (5)1–1(3) | Arena Pernambuco, Recife                   | Copa do Mundo de 2014         |
| 5 de julho de 2014     | Países Baixos | (0)4–3(0) | Arena Fonte Nova, Salvador                 | Copa do Mundo de 2014         |

## Títulos
| Continentais            | Continentais                        | Continentais | Continentais                                    |
|                         | Competição                          | Títulos      | Anos                                            |
| ----------------------- | ----------------------------------- | ------------ | ----------------------------------------------- |
|                         | Copa Ouro da CONCACAF               | 3            | 1963, 1969 e 1989                               |
|                         | Copa Centroamericana                | 8            | 1991, 1997, 1999, 2003, 2005, 2007, 2013 e 2014 |
| Eventos Multiesportivos |                                     |              |                                                 |
|                         | Competição                          | Títulos      | Anos                                            |
|                         | Jogos Pan-Americanos                | 1            | 1951                                            |
|                         | Jogos Desportivos Centro-Americanos | 1            | 1993                                            |
|                         | Jogos Desportivos Centro-Americanos | 3            | 1930, 1935 e 1938                               |
|                         | Jogos Desportivos Centro-Americanos | 4            | 1990, 1998, 2002 e 2006                         |

### Outras conquistas
- Copa CCCF: 1941, 1946, 1948, 1953, 1955, 1960 e 1961
- Copa Revolución: 1959[2]
- Copa Independencia de Centroamérica: 2007[2]
- Copa Antel: 2014[3]

## Campanhas em destaque
| Seleção Principal                   | Seleção Principal                                        | Seleção Principal             | Seleção Principal                | Seleção Principal    |
| Torneio                             | Campeão                                                  | Vice-campeão                  | Terceiro                         | Quarto               |
| ----------------------------------- | -------------------------------------------------------- | ----------------------------- | -------------------------------- | -------------------- |
| Campeonato da CONCACAF              | 3 (1963 , 1969 e 1989)                                   | 1 (2002)                      | 5 (1965, 1971, 1981 1993 e 2009) | 1 (1991)             |
| Copa Centroamericana                | 8 (1991 , 1997 , 1999 , 2003 ,2005 , 2007 , 2013 e 2014) | 4 (1993 , 2001 , 2009 e 2011) | 0                                | 2 (1995 , 2017)      |
| Campeonato Pan-Americano de Futebol | 0                                                        | 0                             | 1 (1956)                         | 1 (1960)             |
| Copa CCCF                           | 7 (1941 , 1946 , 1948 , 1953 ,1955 , 1960 , 1961)        | 1 (1951)                      | 1 (1943)                         | 0                    |
| Seleção de Base                     |                                                          |                               |                                  |                      |
| Torneio                             | Campeão                                                  | Vice-campeão                  | Terceiro                         | Quarto               |
| Campeonato Mundial Sub-20           | 0                                                        | 0                             | 0                                | 1 (2009)             |
| Campeonato CONCACAF Sub-20          | 2 (1988 e 2009)                                          | 3 (1994, 1996 e 2011)         | 0                                | 3 (1962, 1978, 1982) |
| Campeonato CONCACAF Sub-17          | 1 (1994)                                                 | 1 (1985)                      | 2 (1987, 1997)                   | 0                    |
| Seleção Olímpica                    |                                                          |                               |                                  |                      |
| Torneio                             | Ouro                                                     | Prata                         | Bronze                           |                      |
| Jogos Pan-Americanos                | 0                                                        | 1 (1951)                      | 0                                |                      |
| Jogos Desportivos Centro-Americanos | 1 (1993)                                                 | 3 (1930 , 1935 e 1938)        | 4 (1990 , 1998 , 2002 e 2006)    |                      |

## Registro competitivo
| Registro de Copas do Mundo FIFA | Registro de Copas do Mundo FIFA | Registro de Copas do Mundo FIFA | Registro de Copas do Mundo FIFA | Registro de Copas do Mundo FIFA | Registro de Copas do Mundo FIFA | Registro de Copas do Mundo FIFA | Registro de Copas do Mundo FIFA | Registro de Copas do Mundo FIFA |
| Ano                             | Rodada                          | Posição                         | J                               | V                               | E*                              | D                               | GP                              | GC                              |
| ------------------------------- | ------------------------------- | ------------------------------- | ------------------------------- | ------------------------------- | ------------------------------- | ------------------------------- | ------------------------------- | ------------------------------- |
| 1930                            | Não Entrou                      | Não Entrou                      | Não Entrou                      | Não Entrou                      | Não Entrou                      | Não Entrou                      | Não Entrou                      | Não Entrou                      |
| 1934                            | Não Entrou                      | Não Entrou                      | Não Entrou                      | Não Entrou                      | Não Entrou                      | Não Entrou                      | Não Entrou                      | Não Entrou                      |
| 1938                            | Desistiu                        | Desistiu                        | Desistiu                        | Desistiu                        | Desistiu                        | Desistiu                        | Desistiu                        | Desistiu                        |
| 1950                            | Não Entrou                      | Não Entrou                      | Não Entrou                      | Não Entrou                      | Não Entrou                      | Não Entrou                      | Não Entrou                      | Não Entrou                      |
| 1954                            | Entrada não aceita              | Entrada não aceita              | Entrada não aceita              | Entrada não aceita              | Entrada não aceita              | Entrada não aceita              | Entrada não aceita              | Entrada não aceita              |
| 1958                            | Não se Classificou              | Não se Classificou              | Não se Classificou              | Não se Classificou              | Não se Classificou              | Não se Classificou              | Não se Classificou              | Não se Classificou              |
| 1962                            | Não se Classificou              | Não se Classificou              | Não se Classificou              | Não se Classificou              | Não se Classificou              | Não se Classificou              | Não se Classificou              | Não se Classificou              |
| 1966                            | Não se Classificou              | Não se Classificou              | Não se Classificou              | Não se Classificou              | Não se Classificou              | Não se Classificou              | Não se Classificou              | Não se Classificou              |
| 1970                            | Não se Classificou              | Não se Classificou              | Não se Classificou              | Não se Classificou              | Não se Classificou              | Não se Classificou              | Não se Classificou              | Não se Classificou              |
| 1974                            | Não se Classificou              | Não se Classificou              | Não se Classificou              | Não se Classificou              | Não se Classificou              | Não se Classificou              | Não se Classificou              | Não se Classificou              |
| 1978                            | Não se Classificou              | Não se Classificou              | Não se Classificou              | Não se Classificou              | Não se Classificou              | Não se Classificou              | Não se Classificou              | Não se Classificou              |
| 1982                            | Não se Classificou              | Não se Classificou              | Não se Classificou              | Não se Classificou              | Não se Classificou              | Não se Classificou              | Não se Classificou              | Não se Classificou              |
| 1986                            | Não se Classificou              | Não se Classificou              | Não se Classificou              | Não se Classificou              | Não se Classificou              | Não se Classificou              | Não se Classificou              | Não se Classificou              |
| 1990                            | Oitavas de final                | 16º                             | 4                               | 2                               | 0                               | 2                               | 4                               | 6                               |
| 1994                            | Não se Classificou              | Não se Classificou              | Não se Classificou              | Não se Classificou              | Não se Classificou              | Não se Classificou              | Não se Classificou              | Não se Classificou              |
| 1998                            | Não se Classificou              | Não se Classificou              | Não se Classificou              | Não se Classificou              | Não se Classificou              | Não se Classificou              | Não se Classificou              | Não se Classificou              |
| 2002                            | Fase de Grupos                  | 19º                             | 3                               | 1                               | 1                               | 1                               | 5                               | 6                               |
| 2006                            | Fase de Grupos                  | 31º                             | 3                               | 0                               | 0                               | 3                               | 3                               | 9                               |
| 2010                            | Não se Classificou              | Não se Classificou              | Não se Classificou              | Não se Classificou              | Não se Classificou              | Não se Classificou              | Não se Classificou              | Não se Classificou              |
| 2014                            | Quartas de final                | 7º                              | 5                               | 3                               | 2                               | 0                               | 5                               | 2                               |
| 2018                            | Fase de Grupos                  | 29º                             | 3                               | 0                               | 1                               | 2                               | 2                               | 5                               |
| 2022                            | Fase de Grupos                  | 27º                             | 3                               | 1                               | 0                               | 2                               | 3                               | 11                              |
| 2026                            | A Ser Determinado               | A Ser Determinado               | A Ser Determinado               | A Ser Determinado               | A Ser Determinado               | A Ser Determinado               | A Ser Determinado               | A Ser Determinado               |
| Total                           | Quartas de final                | 6/22                            | 18                              | 6                               | 4                               | 8                               | 19                              | 28                              |

| Ano         | Rodada             | J                  | V                  | E                  | D                  | GP                 | GC                 |
| ----------- | ------------------ | ------------------ | ------------------ | ------------------ | ------------------ | ------------------ | ------------------ |
| 1963        | Campeã             | 6                  | 5                  | 1                  | 0                  | 14                 | 2                  |
| 1965        | Terceiro Lugar     | 5                  | 2                  | 2                  | 1                  | 11                 | 4                  |
| 1967        | Desistiu           | Desistiu           | Desistiu           | Desistiu           | Desistiu           | Desistiu           | Desistiu           |
| 1969        | Campeã             | 5                  | 4                  | 1                  | 0                  | 13                 | 2                  |
| 1971        | Terceiro Lugar     | 5                  | 2                  | 1                  | 2                  | 6                  | 5                  |
| 1973 a 1981 | Não se Classificou | Não se Classificou | Não se Classificou | Não se Classificou | Não se Classificou | Não se Classificou | Não se Classificou |
| 1985        | Terceiro Lugar     | 8                  | 2                  | 5                  | 1                  | 10                 | 8                  |
| 1989        | Campeã             | 8                  | 5                  | 1                  | 2                  | 10                 | 6                  |
| 1991        | Quarto Lugar       | 5                  | 1                  | 0                  | 4                  | 5                  | 9                  |
| 1993        | Semifinal          | 5                  | 1                  | 3                  | 1                  | 6                  | 5                  |
| 1996        | Não se Classificou | Não se Classificou | Não se Classificou | Não se Classificou | Não se Classificou | Não se Classificou | Não se Classificou |
| 1998        | Fase de Grupos     | 2                  | 1                  | 0                  | 1                  | 8                  | 4                  |
| 2000        | Quartas de final   | 3                  | 0                  | 2                  | 1                  | 5                  | 6                  |
| 2002        | Vice-campeã        | 5                  | 3                  | 1                  | 1                  | 8                  | 5                  |
| 2003        | Quarto Lugar       | 5                  | 2                  | 0                  | 3                  | 10                 | 8                  |
| 2005        | Quartas de final   | 4                  | 2                  | 1                  | 1                  | 6                  | 4                  |
| 2007        | Quartas de final   | 4                  | 1                  | 1                  | 2                  | 3                  | 4                  |
| 2009        | Semifinal          | 5                  | 2                  | 2                  | 1                  | 10                 | 6                  |
| 2011        | Quartas de final   | 4                  | 1                  | 2                  | 1                  | 8                  | 6                  |
| 2013        | Quartas de final   | 4                  | 2                  | 0                  | 2                  | 4                  | 2                  |
| 2015        | Quartas de final   | 4                  | 0                  | 3                  | 1                  | 3                  | 4                  |
| 2017        | Semifinal          | 5                  | 3                  | 1                  | 1                  | 6                  | 3                  |
| 2019        | Quartas de final   | 4                  | 2                  | 1                  | 1                  | 8                  | 4                  |
| 2021        | Quartas de final   | 4                  | 3                  | 0                  | 1                  | 6                  | 4                  |
| Total       | 3 Títulos          | 100                | 44                 | 28                 | 28                 | 160                | 101                |